# Асли Ердоган
Асли Ердоган (тур. Aslı Erdoğan; нар. 8 березня 1967) — турецька письменниця, правозахисниця, фізикиня та колумністка, феміністка. Працювала журналісткою газети «Özgür Gündem» та оглядачкою газети «Radikal». Нагороджена премією Сімони де Бовуар та низкою інших нагород за правозахисну діяльність.

## Життєпис

### Раннє життя та наукова діяльність
Народилася 8 березня 1967 року в Стамбулі. У 1983 році закінчила Роберт-коледж, а у 1988 році Комп'ютерно-інженерну кафедру Босфорського університету. У 1991—1993 роках працювала фізикинею елементарних частинок в CERNі. За результатами своїх досліджень отримала ступінь магістра наук (MSc) з фізики з Босфорського університету. Згодом зайнялася дослідницькою діяльністю в Ріо-де-Жанейро, Бразилія. 1996 року повернулася в Туреччину.

### Письменницька кар'єра
Перше оповідання Асли Ердоган «Остання прощальна записка» отримало третє місце на літературному конкурсі «Yunus Nadi» 1990 року. Її перший роман «Оболонка людини» (тур. Kabuk Adam) опублікований в 1994 році, а у 1996 році вийшов збірник оповідань «Чудовий Мандарин» (тур. Mucizevi Mandarin). Оповідання «Дерев'яні птахи» отримало першу премію від радіостанції «Deutsche Welle» у 1997 році, а її другий роман «Місто в багряному плащі» (тур. Kırmızı Pelerinli Kent) здобув численні нагороди за кордоном і був опублікований в англійському перекладі.
З 1998 по 2000 роки Ердоган входила в організований Пен-клубом комітет ув'язнених письменників в тюрмах. З 1998 року вела колонку в газеті «Radikal». З 2011 року вела колонку в газеті «Özgür Gündem», в якій писала про проблему насильства проти жінок, умови утримання ув'язнених і права курдів.

### Арешт
16 липня 2016 року у Туреччині сталася спроба державного перевороту. 17 липня в країні відбулись масові арешти прихильників Фетхуллаха Ґюлена. Серед заарештованих були 20 працівників редакції «Özgür Gündem», включаючи Асли Ердоган. Більшість незабаром були випущені, але четверо, включаючи Асли Ердоган, були залишені в тюрмі за членство в Робітничій партії Курдистану, яка визнана Туреччиною терористичною організацією. 30 грудня 2016 року Асли Ердоган була визнана невинною і випущена з в'язниці. Її обрали письменницею-резиденткою ICORN в Кракові. У 2017 році повернулася в Туреччину.

## Нагороди
- 2010: Премія Саїта Фаїка за оповідання, Туреччина[14]
- Ord i Grensen (Words without borders) Prize, Norway 2013[15]
- 2017: Премія принцеси Маргарет Європейського Культурного Фонду, Нідерланди[16][17]
- 2017: Премія Бруно Крайського, Австрія[18]
- 2017: Медаль Теодора Гайсса, Німеччина
- 2017: Штутгартська премія миру, Німеччина
- 2017: Премія Курта Тухольского, Швеція[19]
- 2017: Премія миру Еріха Марії Ремарка, Німеччина[16]
- 2018: Премія Сімони де Бовуар з прав людини, Франція[20]
- 2019: Премія бібліотеки Вацлава Гавела, США[21]